# アレクサンダー・ハンター
- アレクサンダー・ハンター
- アレキサンダー・ハンター

アレクサンダー・ハンター（Alexander Hunter、1988年5月3日 – ）は、アメリカの俳優、モデル。ワシントン州出身。

## 作品

### 映画
- 「永遠の1分。」（2022年）
- 「アイネクライネナハトムジーク」Owen Scott役（2019年）
- 「HiGH&LOW THE MOVIE 2 / END OF SKY」（2017年）
- 「HiGH&LOW THE MOVIE」（2016年）

### テレビドラマ
- Benza English David役（2020年、Amazonプライム・ビデオ）[1]
- 乃木坂シネマズ～STORY of 46～ なつみのアバター役　(2020年、FOD)[2]
- The Benza　David役（2019年、Amazonプライム・ビデオ）[3]
- おもてなしの基礎英語 Logan役（NHK教育テレビジョン、2018年5月〜レギュラー）

### Web配信ドラマ
- ウルトラギャラクシーファイト 大いなる陰謀（2020年、ウルトラマンケン〈ウルトラの父〉の声〈英語吹き替え〉[4]）

### MV
- THE ORAL CIGARETTES「Dream In Drive」（2020年）
- 宮野真守  「Shout!」(2016年)[5]

### テレビゲーム
- The Benza RPG David役（2020年）

## 受賞歴
| Year | Award                                  | Category           | Role              | Result | Ref.  |
| ---- | -------------------------------------- | ------------------ | ----------------- | ------ | ----- |
| 2019 | Festigious International Film Festival | ベストキャスト賞   | David – The Benza | 受賞   | [ 6 ] |
| 2020 | Seoul Webfest                          | ライジングスター賞 | David – The Benza | 受賞   | [ 7 ] |